# Bondeno
 Bondeno  és un municipi de 15.425 habitants de la província de Ferrara. Els seus habitants s'anomenen "bondenesi o bondesani". 

Les frazione són Burana, Gavello, Ospitale, Pillars, Ponte Rodoni, Salvatonica, Santa Bianca, Scortichino, Settepolesini, Stellata, Zerbinate. 

Les comuni limítrofes: Cento, Felonica (MN), Ferrara, Ficarolo (RO), Finale Emilia (MO), Mirabello, Mirandola (MO), St. Augustine, Sermide (MN), Vigarano Mainarda. 

El seu patró és Sant Joan Baptista, festiu el 24 de juny

## Història
Important centre de producció i manufactura de fruites, és un dels llocs més antics del territori. El nom sembla que vingui del nom antic del riu, Bondicus. La de Bondeno és una llarga història d'inundacions i grans obres per defensar-se de les aigües i construcció de canals per permetre cultius. A l'època medieval va pertànyer al monestir de Nonantola per la donació d'Astolf. Després va ser part de les possessions de Matilde de Canossa, que a principis del segle xii va construir un castell per defensar la ciutat.
Cal esmentar la galeria d'art Galileo Cattabriga i l'església arxiprestal dedicada a la Nativitat de la Verge Maria, construïda el 1114 per donació de Matilde de Canossa.
Bondeno és entre les ciutats condecorades pel Valor Militar durant la Guerra d'Alliberació, i li fou atorgada la Medalla de Bronze al Valor Militar pels sacrificis de la seva gent i les seves activitats en la lluita dels partisans durant la Segona Guerra Mundial

## Llocs d'interès
Al llogarret de Stellata hi ha la Rocca Possente, declarat monument patrimoni de la humanitat per la UNESCO definit a "Ferrara, una ciutat del Renaixement i el seu Delta del Po"

## Ciutadans il·lustres
- Marcello Palingenio Stellato pseudònim de Pier Angelo Manzoli (1500 - 1543), humanista italià
- Carlo Bernini, polític.

## Agermanaments
Aquesta ciutat està agermanada amb: 
- Dillingen, Baviera  Alemanya
- Bihać, Canton Una-Sana  Bòsnia i Hercegovina